# Sidney O. Budington
Sidney Ozias Budington, né le 16 septembre 1823 à Groton (Connecticut) où il est mort le 13 juin 1888, est un navigateur et explorateur britannique. 

## Biographie

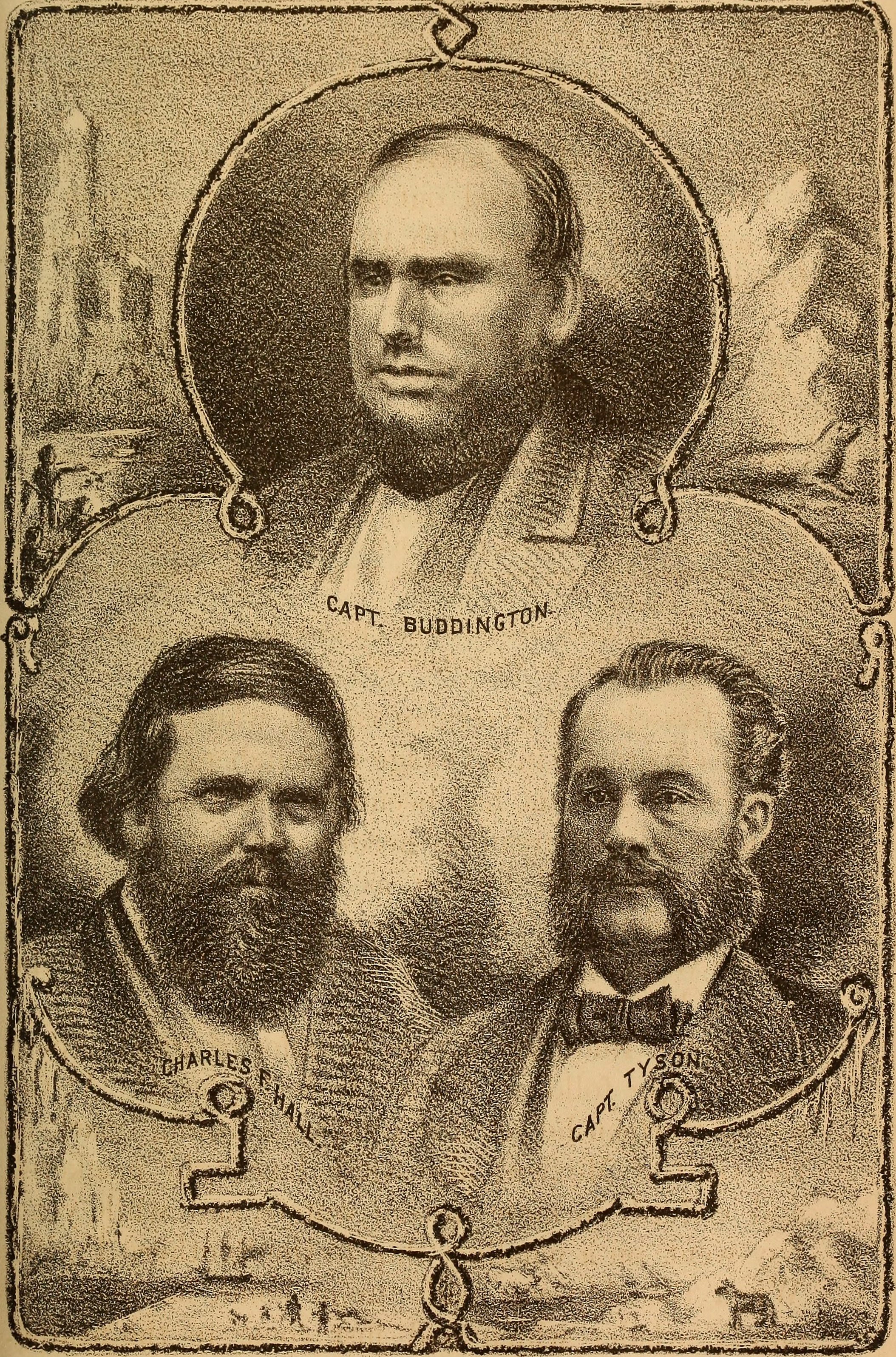

Après treize voyages comme baleinier en baie de Baffin, Budington devient le second et pilote, de l'expédition Polaris de Charles Francis Hall (1871), ce dernier n'étant pas marin. Il s'oppose rapidement au capitaine Hall dès début septembre sur la continuation de l'expédition vers le Pôle Nord et Hall ne parvient pas à le convaincre. Le lieutenant George Tyson remarque le penchant pour l’alcool du capitaine Budington et entre en concurrence avec lui. Le navire se sépare alors en deux camps. Hall reste partagé entre son amitié pour Budington et les idées légitimes de Tyson. Atteignant la mer de Lincoln par 82°11' nord de latitude, record de l'époque, Hall veut aller plus loin. Budington refuse mais Tyson soutient Hall. 
De retour d'une expédition en traîneau, Hall boit une tasse de café et tombe, le 24 octobre, soudainement malade. Le lendemain, il délire. Il meurt peu après, le 8 novembre, en accusant dans son délire le docteur du bord Emil Bessels. George Tyson dans son journal privé prouve la culpabilité de Bessels mais l'affaire est étouffée,
Budington prend alors le commandement de l'expédition. Il commence par donner le nom de Hall au bassin où le Polaris est amarré. Sa première mesure est d'interdire l'office religieux. 
L'hivernage dure jusqu'au printemps 1872. Le Polaris est régulièrement soulevé par la banquise. Mystérieusement, Budington ordonne de le vider puis revient sur ses dires. Le désordre règne à bord. Ivre, Budington fait débarquer dix-neuf personnes sur un morceau de glace, dont Tyson qu'il ne supporte pas et les abandonne.

### Commission d'enquête

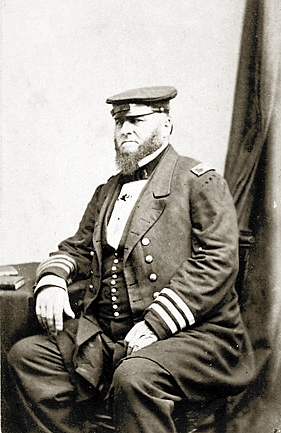
Louis Malesherbes Goldsborough fait partie de la commission chargée de l'enquête.

Le 5 juin 1873, une commission d'enquête de la Marine de guerre américaine est créée. Lorsque la commission commence ses investigations, l'équipage et les familles inuits qui ont séjourné sur la banquise ont été récupérées mais on ignore le sort de Budington, Bessels, et du reste de l'équipage. La commission est composée de l'amiral Louis M. Goldsborough, du secrétaire de la Marine Robeson, du Commodore Reynolds, du capitaine de l'armée Henry W. Howgate, et de Spencer F. Baird, de l'Académie des sciences des États-Unis. Tyson est le premier à être interrogé : il fait part de la mésentente qui régnait entre Hall, Budington, et Bessels, et des accusations de Hall à propos de son empoisonnement. La commission demande ce que sont devenus le journal de bord et les papiers de Hall.

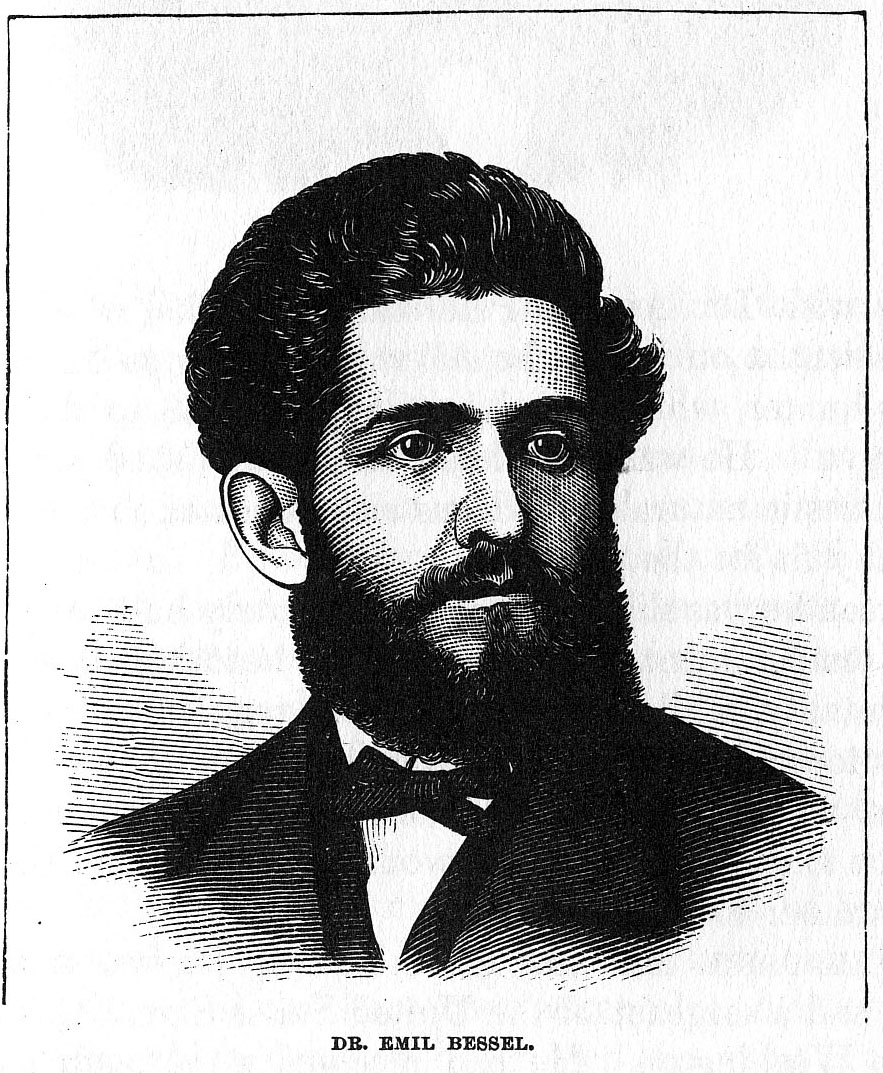
Le docteur Emil Bessels.

Tyson répond que, lorsque Hall a sombré dans le délire, il a ordonné à Budington de brûler certains des documents, et que le reste a disparu. Par la suite, les journaux d'autres membres de l'équipage sont découverts dans l'épave du Polaris, mais les passages relatifs à la mort de Hall manquent. Meyer témoigne du penchant pour l'alcool de Budington, en disant que le capitaine était presque constamment ivre durant le voyage de retour vers le sud . Le steward John Herron indique qu'il n'a pas fait le café soupçonné par Hall d'être empoisonné, il explique par contre que c'est le cuisinier qui fait le café, et qu'il ne sait pas combien de personnes ont pu avoir accès à la tasse avant qu'elle ne soit portée à Hall.
Après le sauvetage et le rapatriement aux États-Unis de Budington et du reste de l'équipage, l'enquête se poursuit. Budington dénonce l'absence de crédibilité de Tyson : il conteste notamment qu'il se soit opposé à Hall lorsque celui-ci souhaitait aller plus au nord. Il nie sa supposée ivrognerie, affirmant qu'il « buvait régulièrement, mais très peu ». Bessels est interrogé sur les causes de la mort de Hall. Il déclare que « la première attaque est due à l'exposition de Hall à de très basses températures durant son voyage en traîneau. Après son retour à bord du navire, celui-ci est entré dans la cabine chauffée sans avoir enlevé ses épais vêtements de fourrure, puis il a pris une tasse de café chaud. N'importe qui connaît les conséquences que cela peut avoir ». Bessels témoigne que Hall a été « frappé par une hémiplégie », son bras gauche et le côté ont été paralysés, et qu'il a injecté à Hall de la quinine pour faire baisser sa température avant qu'il ne décède.
Face aux témoignages contradictoires, au manque de documents officiels et de journaux de bord, et à l'absence de corps à autopsier, aucune charge n'est retenue pour le décès de Hall. Dans le rapport final de l'enquête, les médecins généraux de l'Armée et de la Marine écrivent : « les circonstances et les symptômes qu'il a décrit lui-même comparés aux témoignages médicaux de chacun des témoins nous permet d'affirmer que la mort du capitaine Hall est d'origine naturelle (c'est-à-dire qu'il est décédé d'apoplexie), et que le traitement suivi par le Dr Bessel a été le meilleur possible compte tenu de ces circonstances »,.